# Zonitis dolichocera
Zonitis dolichocera es una especie de coleóptero de la familia Meloidae.

## Distribución geográfica
Habita en Australia.